# アーラウ
アーラウ（Aarau）はスイスのアールガウ州の基礎自治体 ( アインヴォーナー・ゲマインデ ) で同州の州都。1798年に、短期間だがスイスの首都にもなった。

## 地勢・産業

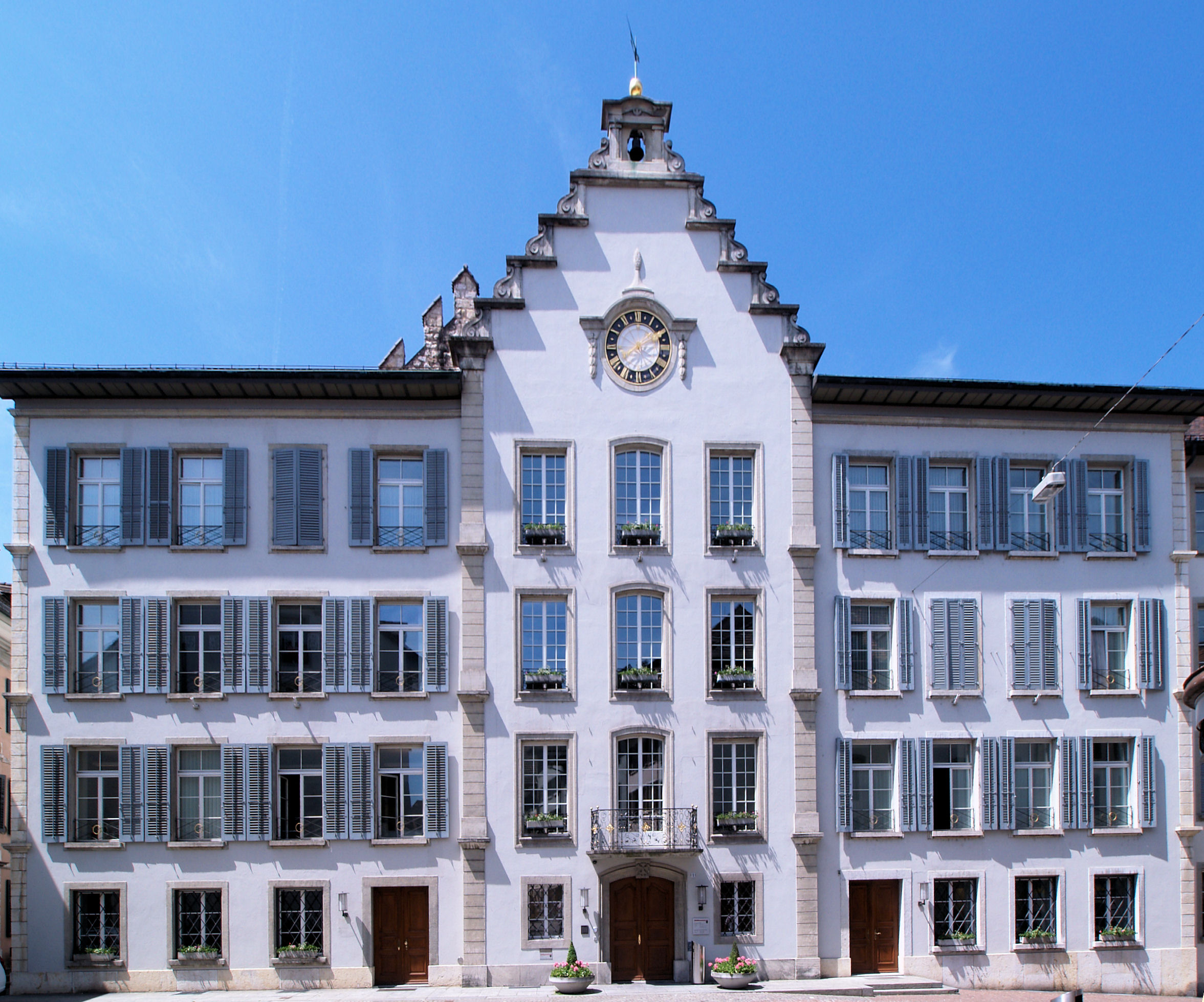
市庁舎

アーレ川沿いに位置する。精密機械、光学機器などの生産が盛ん。近隣の都市としては、約35キロ東にチューリヒ、40キロ南東にルツェルン、40キロ北西にバーゼル、40キロ南西にゾーロトゥルンが位置している。

## 歴史
1240年代に、キーブルク伯によって建てられた。キーブルク家に男系の継承者がいなくなったためにハプスブルク家のルドルフ1世に相続され、同家によって1283年に都市特権が認められた。18世紀初頭より繊維産業が発達した。1798年、イタリア北部とフランスの交通網を確保するために、ナポレオンはスイスに傀儡国家の樹立を図った。こうして成立したのがヘルヴェティア共和国であり、アーラウはその首都とされた。しかし、スイスの実情を無視して中央集権化を図ったためにまもなく瓦解、分権的体制へと移行を図った。この際にアールガウ州の原型が成立し、アーラウは州都となった。19世紀半ばより鉄道など交通網の整備が進み、アーラウの工業化が進んだ。

## 姉妹都市
- デルフト（オランダ）
- ロイトリンゲン（ドイツ）

## 著名出身者
- シルヴァン・ヴィドマー - サッカー選手
- シャルロッテ・ヴァルター - フィギュアスケート選手
- レナト・シュテフェン - サッカー選手